# Marker (Genetik)
Als Marker (deutsch „Markierung“, auch Markergen oder molekularer Marker genannt) bezeichnet man in der Molekularbiologie z. B. eindeutig identifizierbare, kurze DNA-Abschnitte, deren Ort im Genom bekannt ist, z. B. SNP (Single Nucleotide Polymorphisms).
Solche Marker können im Genom als Gene oder Pseudogene vorhanden sein (s. u. Typen von Markern).
Man kann aber auch Marker gentechnisch einbauen. Derartige Reportergene werden so gewählt, dass man ihre Anwesenheit in einem Organismus leicht erkennen kann. Sind beispielsweise die in einen Mikroorganismus einzubauenden Gene selbst nicht leicht zu erkennen, so können sie zusammen mit Genen für fluoreszente Proteine oder Reporterenzymen hinzugefügt werden. Die Nachkommen, die die Gensequenz geerbt haben, erkennt man dann beispielsweise daran, dass sie fluoreszieren. Denn bei ihnen ist die Wahrscheinlichkeit sehr groß, dass sie auch die die neben dem Marker in der hinzugefügten Gensequenz sitzenden Gene geerbt haben. Gene, die eine Resistenz vermitteln oder eine Auxotrophie beheben, werden als Selektionsmarker bezeichnet. Markergene, die sich auf den Phänotyp auswirken, werden als scorable Marker bezeichnet. Die ersten bekannten Marker waren Allozyme.

## Verwendungen von natürlichen Markern
Wichtige Typen von Markern sind:
- AFLP: Amplified Fragment Length Polymorphisms
- RAPD: Randomly Amplified Polymorphic DNA
- RFLP: Restriktionsfragmentlängenpolymorphismen (Restriction Fragment Length Polymorphisms) betreffen Schnittstellen für Restriktionsenzyme.
- SNP: Single Nucleotid Polymorphisms – Nukleotid-Varianten. Bestimmte SNPs sind mit Krankheiten korreliert und können deshalb als molekulare Marker für eine bestimmte Krankheit dienen.
- STR-Analyse: Short Tandem Repeats sind kurze wiederholende Abschnitte aus bis zu 200 Nukleotiden, die sich bis zu 20-mal wiederholen. Das menschliche Genom weist ca. 650.000 solcher Mikrosatelliten auf. Bestimmte Mikrosatelliten treten mit ganz bestimmten Krankheiten auf.
- VNTR:  Variable number tandem repeats Im Genom gibt es verschiedene Stellen, an denen man VNTRs findet. Diese Loci werden nach Genen benannt, neben denen sie auftreten. Im Gegensatz zu Mikrosatelliten (STR) sind sie längere repetitive Abschnitte.
- Conserved signature indel: manche Indels sind gattungs- oder arttypisch.